# 農口尚彦研究所
株式会社農口尚彦研究所（のぐちなおひこけんきゅうしょ）は、石川県小松市にある日本酒メーカーである。現代の名工として表彰された農口尚彦が杜氏を務める。

## 概要
盛田から譲渡された、見砂酒造株式会社を社名変更して発足。旧会社は明治時代に創業した疋島酒造（石川県羽咋市）、第2次世界大戦前に創業した見砂合資（同旧志雄町）、江戸時代末期に創業した加茂野酒造（同旧志賀町）の能登地域の3つの蔵元が合併し、1960年（昭和35年）に発足していたが、2008年に新旧分離されていた。
2017年11月、現代の名工にも選ばれた、能登杜氏四天王の農口尚彦が杜氏として復活。
社名は農口尚彦の酒造りにおける匠の技術・精神・生き様を研究し、次世代に継承することをコンセプトとして「農口尚彦研究所」と名付けられた。働きやすい環境を目指し、農口自らが図面を描き、それを株式会社カフェの森井良幸が設計している。一から新設された酒蔵はまさにこれまでの農口の酒造りの集大成であり、社員寮まで完備する等理想的な設備が整う。
総合プロデュースは、大阪府大阪市にあるスーパープロジェット株式会社が担当。開業プロジェクトには、大樋焼作家の十一代 大樋長左衛門がアートディレクターとして建築・内装・商品などのディレクションを行なった。ロゴコークは、農口尚彦の頭文字である「の」の字をかたどりながら、利き酒で使うおちょこの「蛇の目」をイメージしたデザインとなっている。酒蔵は、石川県小松市観音下町（かながそまち）という山に囲まれた場所に位置し、名前のとおり33体の観音菩薩の石像が祀られた山のふもとにある。
蔵内には、ティスティングルーム「杜庵（とうあん）」・ギャラリーが併設。「杜庵」は裏千家ゆかりの小松市にちなみ、茶室をイメージした寂空間。日本酒を酒器違いや温度違いによって楽しめたり、地元石川県のおつまみと楽しめる。12席限定で窓からは田園風景が見渡せる。ギャラリーでは、農口尚彦のこれまでの生き様を時代を追って展示。どちらの部屋からも、醸造室を見ることができ、今までとは違った新しい酒蔵見学のスタイルを築いている。
2017年12月26日に、初めての日本酒である「農口尚彦研究所本醸造酒」を発売。その後、2018年1月16日に「農口尚彦研究所純米酒」（石川県限定）、2018年1月26日に「農口尚彦研究所山廃純米酒」、2018年2月21日に「農口尚彦研究所山廃吟醸酒」、2018年3月26日に「農口尚彦研究所純米大吟醸」を発売した。これらは「農口五彩シリーズ」と呼ばれ、石川県の伝統工芸で定義されている五つの色彩を基調としている。
クラウドファンディング「マクアケ」で支援を募ると、国内クラウドファンディングにおける「日本酒」ジャンルの資金調達額で最高記録となる2000万円超えの調達に成功。また、ふるさと名品オブ・ザ・イヤーでは、クラウドファンディング部門賞を獲得。
2018年11月、同社は農口杜氏が2015年の引退前に勤めていた農口酒造を相手取り、日本酒などのラベル表記に「杜氏農口尚彦」の名前を使用しないよう金沢地裁に仮処分を申し立てた。2019年5月30日、地裁は申し立てを認める仮処分を決定をした。
2024年2月9日、金沢駅高架下の複合商業施設「金沢百番街」・あんと西に、立ち飲みスタイルの日本酒バー「SAKE食堂 by 農口尚彦研究所」をオープン。

## 主な銘柄
- 農口尚彦研究所本醸造酒無濾過生原酒
- 農口尚彦研究所純米酒無濾過生原酒（石川県限定）
- 農口尚彦研究所山廃純米酒無濾過生原酒
- 農口尚彦研究所山廃吟醸酒無濾過生原酒
- 農口尚彦研究所純米大吟醸無濾過生原酒